# Ticha Peak
Der Ticha Peak (englisch; bulgarisch връх Тича wrach Titscha) ist ein 790 m hoher Berg auf der Livingston-Insel im Archipel der Südlichen Shetlandinseln. Er ragt unmittelbar östlich des Omurtag-Passes 0,78 km ostnordöstlich des Mount Bowles, 2,3 km südwestlich des Melnik Peak, 1,7 km westlich des Asparuh Peak und 2,6 km nordwestlich des Kuzman Knoll im Bowles Ridge auf.
Bulgarische Wissenschaftler kartierten ihn im Zuge der Vermessungen der Tangra Mountains zwischen 2004 und 2005. Die bulgarische Kommission für Antarktische Geographische Namen benannte ihn 2005 nach dem Fluss Titscha im Nordosten Bulgariens.